# Prosopocoilus dubernardi
Prosopocoilus dubernardi es una especie de coleóptero de la familia Lucanidae.

## Distribución geográfica
Habita en Sichuan.